# Paul Meier
Den här sidan handlar om den tyske friidrottaren. För den svensk-tyska restauratören, se Paul Meier (restauratör).

Paul Meier, född den 27 juli 1971 i Velbert, är en tysk före detta friidrottare som tävlade i mångkamp.
Meier deltog vid Olympiska sommarspelen 1992 där han slutade på sjätte plats i tiokampen. Hans bästa tävling i karriären var VM i Stuttgart 1993 där han noterade ett personligt rekord 8 548 poäng. Detta resultat räckte till en tredje plats bakom Dan O'Brien och Eduard Hämäläinen.

## Personliga rekord
- Tiokamp - 8 548 poäng